# 와다 다쓰야
와다 다쓰야(일본어: 和田 達也, 1994년 6월 21일 ~ )는 일본의 축구 선수이다.

## 구단 경력
그는 2014년부터 2021년까지 J리그의 마쓰모토 야마가 FC, 도치기 SC에서 활동하였다.